# Відсторонення від посади
Відсторонення від посади — це відсторонення особи, від її службових обов'язків. Може бути здійснено щодо особи, яка підозрюється або обвинувачується у вчиненні злочину.

## Загальна характеристика
Відсторонення від посади здійснюється на підставі рішення слідчого судді під час досудового розслідування чи суду під час судового провадження на строк не більше 2 місяців. Строк відсторонення від посади може бути продовжено відповідно до законодавства.
Прокурор, слідчий за погодженням з прокурором має право звернутися до слідчого судді під час досудового розслідування або суду під час судового провадження із клопотанням про відсторонення особи від посади.
Клопотання про відсторонення особи від посади розглядається слідчим суддею, судом не пізніше 3 днів з дня його надходження до суду за участю слідчого та/або прокурора та підозрюваного чи обвинуваченого, його захисника.
Під час розгляду клопотання слідчий суддя, суд має право за клопотанням сторін кримінального провадження або за власною ініціативою заслухати будь-якого свідка чи дослідити будь-які матеріали, що мають значення для вирішення питання про відсторонення від посади.

## Вирішення питання про відсторонення від посади
При вирішенні питання про відсторонення від посади слідчий суддя, суд зобов'язаний врахувати такі обставини:
- правову підставу для відсторонення від посади;
- достатність доказів, які вказують на вчинення особою кримінального правопорушення;
- наслідки відсторонення від посади для інших осіб.

Слідчий суддя, суд відмовляє у задоволенні клопотання про відсторонення від посади, якщо слідчий, прокурор не доведе наявність достатніх підстав вважати, що такий захід необхідний для припинення кримінального правопорушення, припинення або запобігання протиправній поведінці підозрюваного чи обвинуваченого, який, перебуваючи на посаді, може знищити чи підробити речі і документи, які мають значення для досудового розслідування, незаконними засобами впливати на свідків та інших учасників кримінального провадження або протиправно перешкоджати кримінальному провадженню іншим чином.